# Zgornje Jarše
Zgornje Jarše so naselje v Občini Domžale.

### Zgodovina naselja
Skozi zgodovino so bile Zgornje Jarše (takrat občina Jarše) industrijsko najmočnejše največje naselje na Domžalskem, vse dokler niso zgradili železnice. Največji prelom pa so takratne Jarše doživele, ko so jih razdelili takratnima Mengšu in Domžalam. Zgornje Jarše so dodelili podobčini Mengeš in odtod ime postaje Jarše-Mengeš. Takrat je nastalo tudi novo naselje Vir in to so bili razlogi, da se Jarše niso razvijale. Od razpada velike Mestne občine Domžale in osamosvojitve Mengša so Zgornje Jarše zopet domžalske, a spadajo v skupnost Preserje in so s potokom Pšata ločene od Srednjih in Spodnjih Jarš.

### Zgornje Jarše danes
Večina naselja sestavljajo poslovni in industrijski objekti znotraj Industrijske cone Zgornje Jarše, skozi katero poteka tudi industrijska železnica čez reko do Količevega. Naselje povezuje železnica (Kamnik-Ljubljana) s postajo Jarše-Mengeš.
Naselje meji na naselja Srednje Jarše, Preserje, Količevo.